# Seznam seksoloških vsebin
To je seznam vsebin, povezanih s seksologijo, človeško spolnostjo in sorodnimi temami, kot so reproduktivna biologija, andrologija, ginekologija, porodničarstvo in, kjer je to relevantno, antropologija ter anatomija idr. Na tem seznamu so mnoge sopomenke, a je to namenoma, da jih bralci najdejo, zato jih, prosimo, ne odstranjujte.

## 0-9
69 -

## A
abortiv -
abortus -
AIDS -
amniocenteza -
analni spolni odnos -
andrologija -
anilingus -
avantura -
avtokunilingus -

## B
babica -
babištvo -
bestialnost -
biseksualnost -
bordel -

## C
Casanova, Giacomo -
celibat -
cervikalni kanal -
coitus interruptus -
CTG -

## Č
čankar -
čankroid -

## D
demografska eksplozija -
diafragma -
digitalna penetracija -
dismenorea -
dispareunija -
DNK -
dojka -
dojenje -
Don Juan -
dvospolnik -

## E
ekshibicionizem -
ektopična nosečnost -
embrio -
endometrialni rak -
endometrioza -
Enovid -
erekcija -
erogena cona -
erotično perilo -
erotika -
erotomanija -
estrogen -
evnuh -
evolucija -

## F
felacija -
feminizem -
fetišizem -
francoski poljub -
Freud, Sigmund -
Freya -
frigidnost -
froterizem -
fisting -

## G
gen -
genitalije -
genitalni herpes -
gestacija -
ginekologija -
ginekomastija -
Gomora -
gonoreja -

## H
hepatitis -
hepatitis A -
hepatitis B -
hepatitis C -
hepatitis D -
hepatitis E -
hepatitis G -
hermafrodit -
herpes -
higiena -
Hirschfeld, Magnus -
histerektomija -
HIV -
homoseksualnost -
hormon -
Humanae Vitae -

## I
impotenca -
in vitro -
incest -
ius primae noctis -
IVF -
izvenmaternična nosečnost -

## J
jajcevod -
jajčece -
jajčnik -
javna hiša -

## K
Kamasutra -
kandidiaza -
kapavica -
Kinsey, Alfred -
klamidija -
klamidioza -
kondom -
konkubina -
kontracepcija -
kontracepcijska tableta -
Košiček, Marijan -
Krafft-Ebing, Richard von -
kromosom -
kseroza -
kunilinkcija -

## L
laparoskopija -
lezbištvo -
ljubezen -
ljubica -
ljubimec -
ljubimka -
ločitev -
Lolita -
lubrikant -

## M
mamograf -
masturbacija -
Masters in Johnsonova -
maternica -
maternični vložek -
mazohizem -
mehurčasta žleza -
menage a trois -
menstruacija -
menstrualni cikel -
metoda laktacijske amenoreje -
metoda opazovanja sline -
misionarski položaj -
moda -
moški -

## N
nadlegovanje -
nadzor rojstev -
naraščanje prebivalstva -
naravno načrtovanje družine -
narcisizem -
neplodnost -
nevesta -
nezakonski otrok -
nezvestoba -
noretindron -
nosečnost -
nožnica -

## O
občevanje -
obmodek -
obredno poškodovanje spolovil -
obrezovanje -
obscenost -
obsečnica -
onanija -
oploditev -
oralni spolni odnos -
orgazem -
orgija -
osemenitev -
otipavanje -
ovarij -
ovulacija -

## P
par -
parjenje -
pasji položaj -
Pearlov indeks -
pederastija -
pedofilija -
penetracija -
penis -
peroralna kontracepcija -
petting -
plod -
plodnost -
policistični ovariji -
poljub -
položaj -
popadek -
popkovina -
pornografija -
porod -
porodničarstvo -
poroka -
posilstvo -
posteljica -
postkoitalna tableta -
poželenje -
pravica prve noči -
predsemenska tekočina -
pregradna kontracepcija -
prekinitev nosečnosti -
prešuštvo -
prevezava jajcevodov -
prezervativ -
prezgodnji izliv -
priležnica -
progesteron -
promiskuiteta -
prostata -
prostitucija -
prsi -

## R
rak dojke -
rak maternične sluznice -
rak na jajčniku -
rak prostate -
razmnoževanje -
ritmična metoda -
rojstvo -
RU 486 -

## S
sadizem -
samozadovoljevanje -
seks -
seks simbol -
seks v troje -
seksolog -
seksologija -
seksualna revolucija -
seksualni fetišizem -
seksualni mazohizem -
seksualni sadizem -
semenovod -
seznam seks simbolov -
sifilis -
sindrom pridobljene imunske pomanjkljivosti -
skupinski seks -
Sodoma -
sodomija -
sperma -
spermicid -
splav -
splavilo -
spol -
spolna zloraba -
spolni odnos -
spolni organi -
spolno prenosljiva bolezen -
spolno suženjstvo -
spolnost -
spontani splav -
sramna uš -
sterilnost -
striptiz -
svingerstvo -

## T
tantrična spolnost -
transvestizem -
test nosečnosti -
testis -
trihomoniaza -

## U
ultrazvok -
umetna oploditev -
umetni splav -

## V
vagina -
vaginalni izcedek -
vaginitis -
vaginizem -
varna spolnost -
vazektomija -
viagra -
vibrator -
voajerizem -
vulva -
vzburjenost -
vzdržnost -

## Z
zakon -
zaljubljenost -
zapeljevanje -
zarodek -
zigota -
zunanje spolovilo -
zvodništvo -

## Ž
ženin -
ženska -